# Souba (Mali)
Pour les articles homonymes, voir Souba.
Souba est une localité et une commune rurale du Mali de l'arrondissement central de Farako, dans le Cercle de Farako et la région de Ségou. 

## Villages et hameaux
La commune s'étend sur 26 localités relevées lors du recensement général de 2009. 
Les villages les plus peuplés sont :
- Dionfolala (1 786 habitants) ;
- Souba (1 670 habitants) ;
- Néguébougou (1 660 habitants).

Elle compte quelques hameaux tels que : Dogoni, Linbè, Siradoba, Mingninbougou, Baniamebougou, Tiebougou, Sikinouana, Sonôkô, Kadola...
La loi 2023-007 attribue à la commune 27 villages, fractions ou quartiers :
- Souba
- Fantabougou Wéré
- Gangué
- Faléma Wéré
- Bolenka
- Falékolomba
- Mainbougou
- Falinta
- Dongoni
- Kangala
- Magnambougou
- Mogola
- Kodiani Wéré
- Tiénlé
- Fantabougou Bamanan
- Néguébougou
- Siratiguibougou
- Kassé
- Son
- Mogola Wéré
- Kamiti
- Sorybougou
- Sagni
- Wolokoro
- Dionfola
- Diambabougou
- Hamdallaye

## Santé
- Centre de santé communautaire de Souba (CSCOM)